# Bajinci (Srbac)
Pour les articles homonymes, voir Bajinci.
Bajinci (en serbe cyrillique : Бајинци) est un village de Bosnie-Herzégovine. Il est situé dans la municipalité de Srbac et dans la république serbe de Bosnie. Selon les premiers résultats du recensement bosnien de 2013, il compte 699 habitants.

## Démographie

### Évolution historique de la population dans la localité
| 1948  | 1953  | 1961  | 1971 | 1981  | 1991 | 2013 |
| ----- | ----- | ----- | ---- | ----- | ---- | ---- |
| 1 292 | 1 367 | 1 148 | 987  | 1 036 | 900, | 699  |

|  |

### Communauté locale
En 1991, la communauté locale de Bajinci comptait 905 habitants, répartis de la manière suivante :